# فيلانوفا مونفيراتو
فيلانوفا مونفيراتو (بالإيطالية: Villanova Monferrato)‏ هي بلدية في مقاطعة ألساندريا في إقليم بييمونتي في إيطاليا.

## السكان
في سنة 1861 بلغ عدد السكان 3٬091 نسمة، وتطور العدد ليصل في سنة 2011 لـ 1٬849 نسمة.
يظهر هذا المخطط البياني تطور النمو السكاني لـ فيلانوفا مونفيراتو